# Міловиці
Міловиці (чеськ. Milovice, нім. Milowitz) — місто в Чехії недалеко від Праги, де розміщувався штаб радянської Центральної Групи Військ у 1968—1991.
Місто було засноване в XIV столітті. Тут розміщувався панський двір сім'ї Голомка, який в архівних документах називався як "Вілла Мильович". Перша письмова згадка про Міловиці відноситься до 4 січня 1396. Герб Міловиці — срібна голова лані з золотим язиком на зеленому щиті з трьома срібними зубцями. Цей герб зустрічався на різних печатках лицарів з Міловиці.
У 1904 році австро-угорський уряд постановив заснувати при Міловиці військовий табір з полігоном. Для цих цілей була обрана територія села Млада, яка поступово була виселена. Тут проводилися навчання, а з 1913 року тут перебували Кулеметні Піхотні курси (Infanteriemaschinengewehrinstruktionskurs).
У 1914 році з початком Першої світової війни в Міловиці був побудований табір для військовополонених, через який пройшло 46 000 російських та італійських військовополонених. Померлим від хвороб військовополоненим поставлений пам'ятник, який знаходиться на військовому кладовищі.
У 1919 році міловіцький полігон починає використовувати чехословацька армія. Тут також будуються і випробовуються доти для майбутніх прикордонних укріпрайонів.
Починаючи з березня 1939 року міловіцьким полігоном зацікавилася німецька армія. Полігон розширюється, будуються нові стрільбища. Саме тут тренувалися війська Лиса Пустелі — Роммеля перед відправкою в Африку, а також танкові з'єднання СС.
У травні 1945 року Міловиці звільняють радянські війська і чехословацька армія знову починає використовувати полігон. Тут розміщується 13-а танкова дивізія.
21 серпня 1968 радянські війська блокують чеські з'єднання в Міловиці і беруть контроль у свої руки. 13-а танкова дивізія переїжджає в словацькі Топольчани, де знаходиться по сьогоднішній день. Міловиці перетворюється на ставку Центральної групи військ. Радянська армія пробула в Міловиці до 30 червня 1991 року. Остаточно вже не використовувані військове містечко з полігоном були закриті у 1995 році.
У серпні 1996 року почалася реконструкція території колишнього військового містечка Міловиці.
У 1993 році в місті проходили зйомки фільму Життя і незвичайні пригоди солдата Івана Чонкіна. У 2004 році на його території проходила частина зйомок фільму "Євротур", а в 2004—2005 роках у місті знімали фільм "Хостел".
У 2010 році на колишньому військовому аеродромі пройшов метал- фестиваль Sonisphere.